# Tiefer Elbstolln

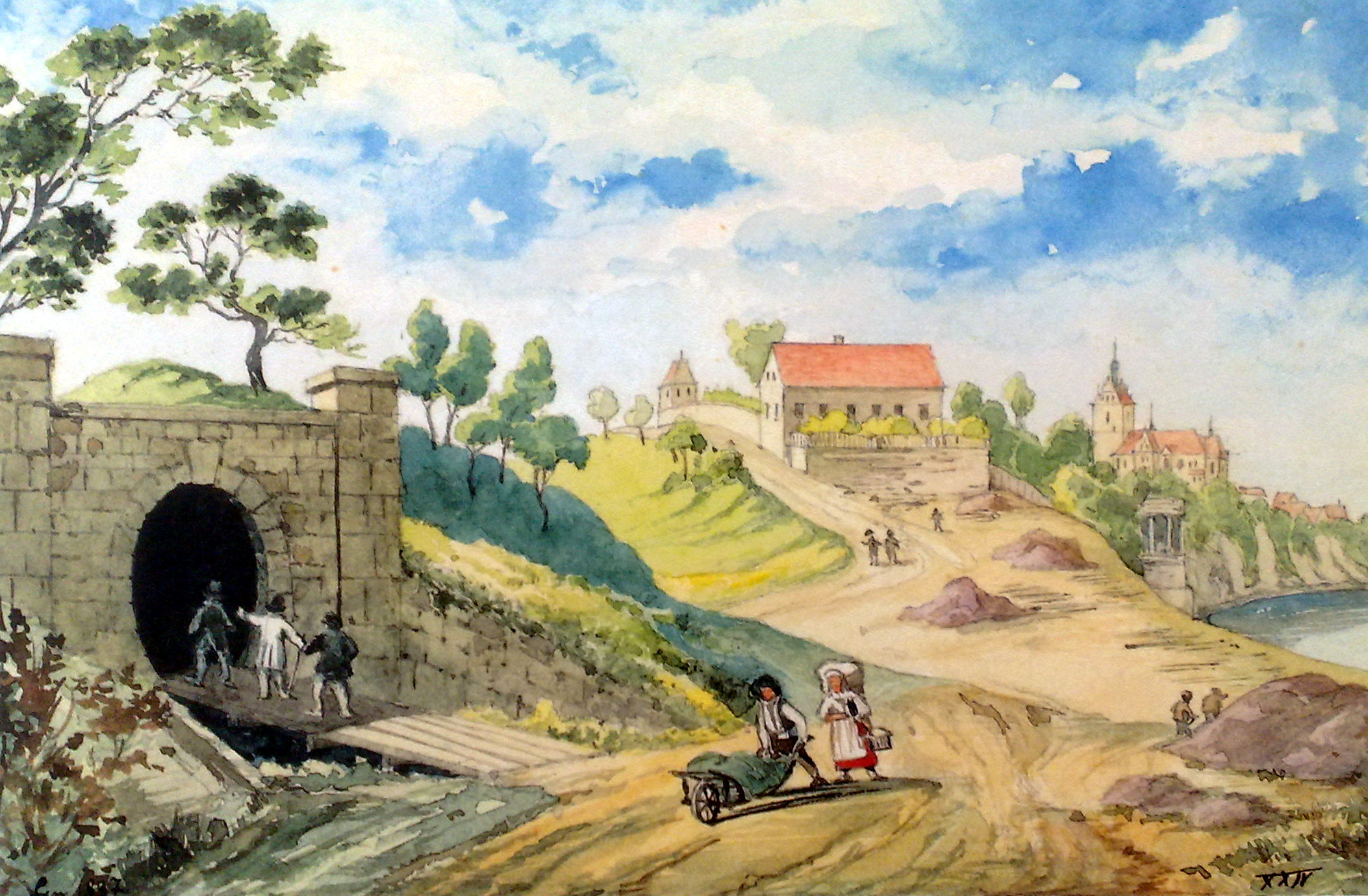
Das Mundloch des Elbstollns in Briesnitz (1837)

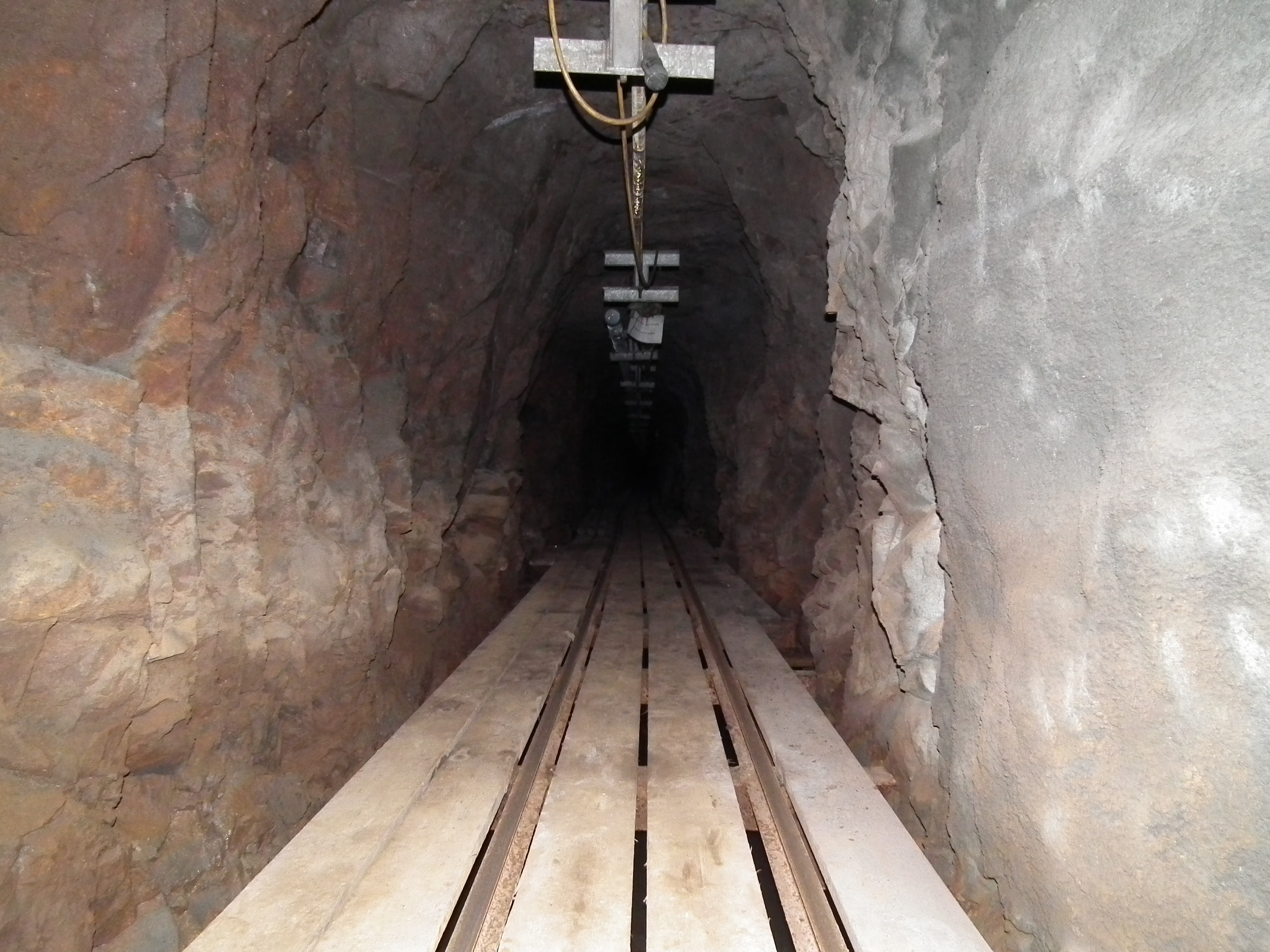
Tiefer Elbstolln ca. 5800 m vom Mundloch an der Elbe entfernt, nahe dem Durchschlag zum Wismut-Stolln

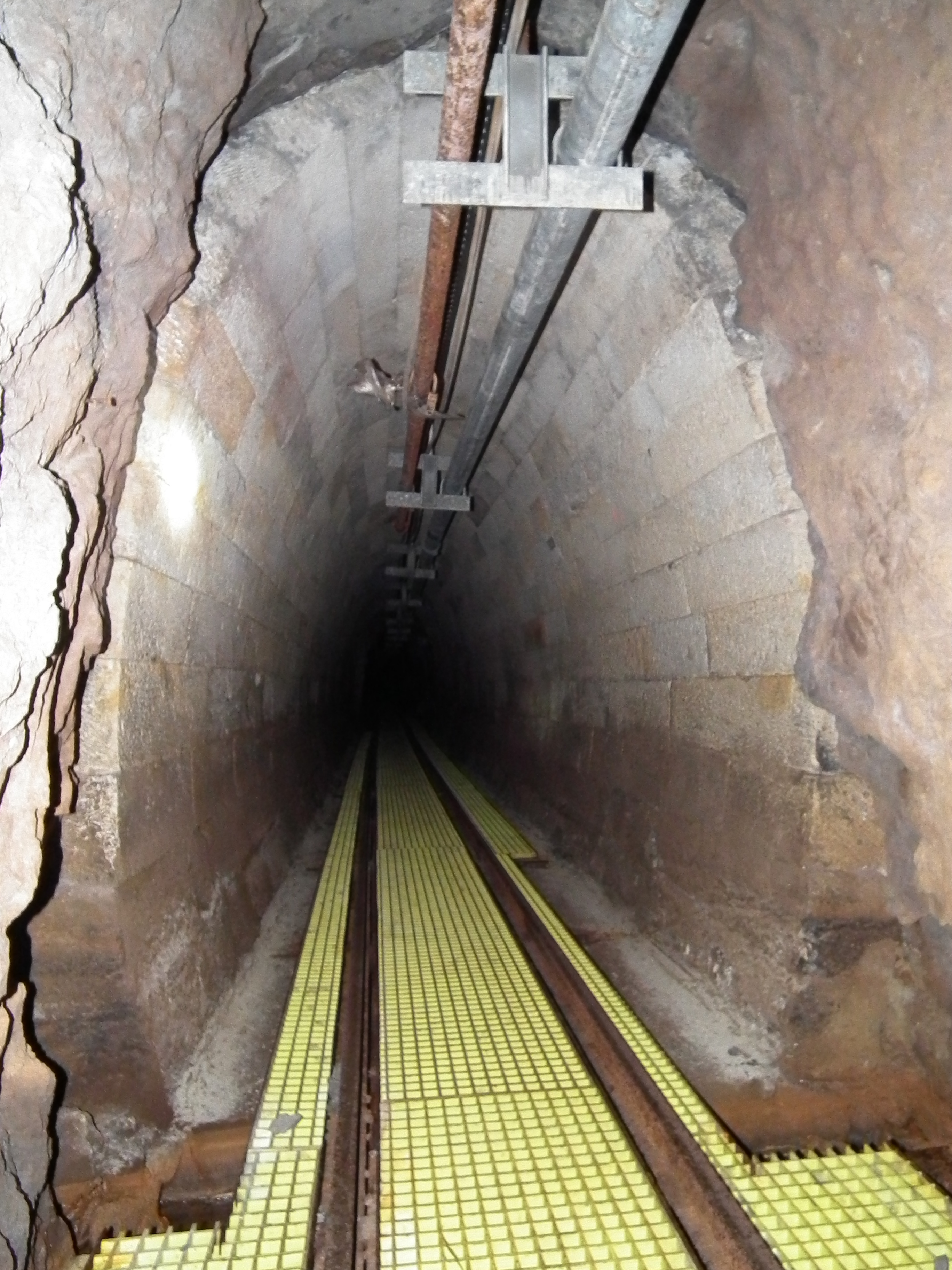
Der Tiefe Elbstolln steht nahezu komplett in Sandsteinmauerung, hier schon mit den neuen gelben Gitterrosten

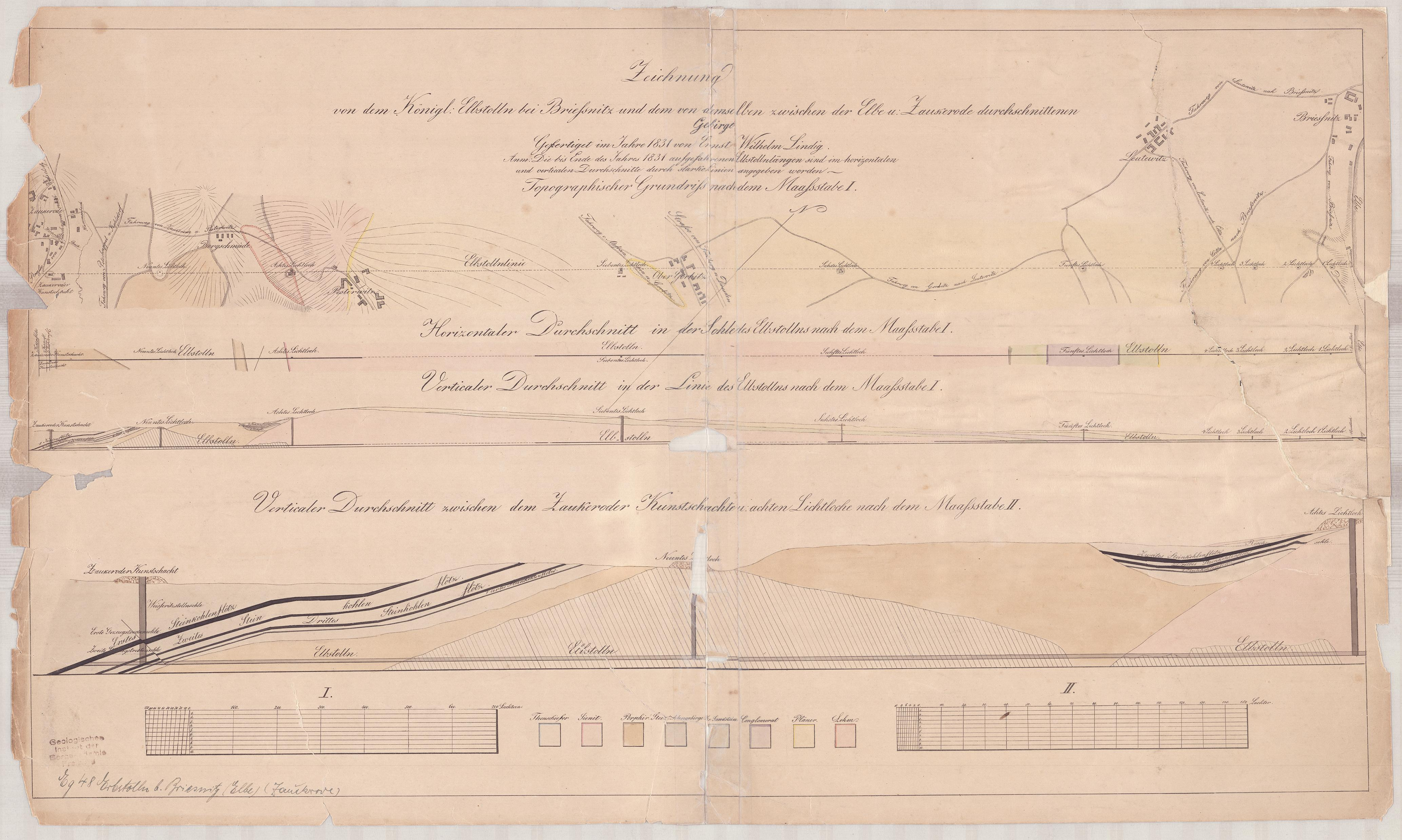
Tiefer Elbstolln, Grubenriss von Ernst Wilhelm Lindig (1831)

Der Tiefe Elbstolln ist ein 6.024,00 Meter langer Stolln auf dem Gebiet der Städte Freital und Dresden in Sachsen. Er wurde zwischen 1817 und 1837 als Hauptentwässerungsstolln für die Steinkohlengruben im Döhlener Becken aufgefahren und kommt am Neuen Zauckeroder Kunstschacht 51 m unter dem Tiefen Weißeritzstolln ein.

## Geschichte

### Planung
Zu Beginn des 19. Jahrhunderts nahm der Steinkohlenbergbau im Döhlener Becken durch das Abteufen der ersten Tiefbauschächte, die Gründung der Königlichen Steinkohlenwerke Zauckerode (1806) und die ersten Versuche zur Kokserzeugung im gleichen Jahr einen ersten Aufschwung. Schon 1807 begann die planmäßige Herstellung von Koks. Zur Verbesserung der Wasserlösung wurde ab 1800 der Tiefe Weißeritzstolln vorgetrieben. Dieser erreichte (einschließlich Flügelorte) bis 1842 eine Gesamtlänge von 6,6 km.
Schon sehr zeitig wurde klar, dass der seit 1800 im Vortrieb befindliche Tiefe Weißeritzstolln die Wasserprobleme auf Dauer nicht lösen konnte. Nach 8 Jahren Bauzeit hatte er erst das Revier Döhlen erreicht. Bis zum Anschluss des Reviers Zauckerode sollten weitere 3 Jahre vergehen. Der Direktor der Königlichen Steinkohlenwerke Zauckerode, Bergrat Carl Wilhelm von Oppel, hatte schon 1802 die Idee zu diesem Stolln. Im Jahr 1810 unterbreitete er König Friedrich August I. den Plan zum Vortrieb eines Tiefen Stollns von der Elbe bei Cotta. Neben der Entwässerung der Königlichen Steinkohlenwerke sollten auch die rechts der Weißeritz befindlichen Gruben über einen Flügel angeschlossen werden. Der Stolln sollte dann von Zauckerode aus über Grund (Goldgrund) und Naundorf bis Freiberg getrieben werden, um auch das Freiberger Revier auf tieferer Sohle vom Wasser zu lösen. Der Plan wurde mittels Reskript vom 20. März 1810 durch den König genehmigt. Mit der Aufhebung der Rekrutierungsfreiheit für die Arbeiter der Steinkohlenwerke im Frühjahr 1813 wanderten viele von ihnen in andere Bergbaureviere ab. Zu dem Arbeitskräftemangel kamen im Jahr 1813 noch die Wirren der Befreiungskriege hinzu.
Erst mit dem wirtschaftlichen Aufschwung nach der Teilung Sachsens im Wiener Kongress von 1815 war es 1817 wieder möglich, das Stollnprojekt voranzutreiben. Am 18. August 1817 mutete der Faktor der Königlichen Werke, Ernst Friedrich Wilhelm Lindig, bei dem Freiberger Obereinfahrer Friedrich Wilhelm Wagner einen Stolln unter dem Namen Tiefer Elbstolln. Am 5. September 1817 wurde der Stolln angeschlagen. Er sollte von der Elbe in gerader Linie zum Neuen Zauckeroder Kunstschacht aufgefahren werden. Der Vortrieb sollte vom Mundloch, dem Neuen Zauckeroder Kunstschacht sowie von 11 Lichtlöchern aus im Gegenortbetrieb erfolgen. Da der Stolln nicht nur zur Wasserlösung, sondern auch zum Transport der Kohle in hölzernen Kähnen genutzt werden sollte, wurde er mit einem Querschnitt von 2,97 m × 1,48 m aufgefahren. Die Höhe der Stollnsohle wurde nach dem Elbhochwasser von 1784 projektiert. Das Ansteigen des Stollns wurde mit 357 mm auf 100 m Stollnlänge festgelegt. Damit steigt die Stollnsohle bis zum Neuen Zauckeroder Kunstschacht um 2,10 m an. Für die Bauzeit wurden 20 Jahre angegeben und die Kosten mit 145.797 Talern, 13 Groschen und 3 Pfennig berechnet.

### Auffahrung von 1817 bis 1837
Ab dem 5. September 1817 wurde der Stolln vom Mundloch aus vorgetrieben. Die Lichtlöcher 1–5 und 9 wurden zeitnah auf das Stollnort geteuft. Sie dienten nur der besseren Bewetterung vor Ort.
Die Oberaufsicht der Arbeiten unterlag dem Bergrat und Direktor des Steinkohlenwerks Zauckerode, Carl Wilhelm von Oppel. Die technische Ausführung des Projekts leitete der Bergfaktor Ernst Friedrich Wilhelm Lindig (1779–1852). Im Jahr 1821 wurden Bergleute aus Johanngeorgenstadt für den Vortrieb des Elbstollns abgeordnet. Ihnen wurden in Unterweißig 10 Bauplätze in einem Wald angewiesen.
Der Vortrieb erfolgte im Gegenortbetrieb in Bohr-und-Schieß- sowie Schlägel-und-Eisen-Arbeit vom Mundloch, den  Lichtlöchern 6, 7 und 8 und dem Neuen Zauckeroder Kunstschacht aus.
Im Herbst 1818 wurden nach ca. 200 m zwischen den Lichtlöchern 1 und 2 große Wassermengen erschroten. Am 18. Dezember 1819 fuhr man bei 430 m vom Mundloch, nur wenige Meter nach dem 3. Lichtloch, eine Kluft mit starker Wasserführung an. Am 20. Dezember 1819 fielen daraufhin die Brunnen in Cotta trocken. Nach dem Verspünden der Kluft dauerte es allerdings bis 1822, ehe sich in den Brunnen der alte Wasserstand wieder einstellte. 1821 fielen auch in Briesnitz Brunnen trocken. Ob das auf das Auffahren des Elbstollns zurückzuführen war, wurde nie geklärt. Vorsorglich erhielt jeder Brunnenbesitzer 6 Taler zur Vertiefung seines Brunnens. Aufgrund der schlechten Wetterführung vor Ort änderte man 1822 den Plan und erhöhte die Zahl der zu teufenden Lichtlöcher auf 14.
Als das Hauptstollnort Ende 1821 bei 676 m vom Mundloch entfernt stand, hatte der Gegenortbetrieb vom Neuen Zauckeroder Kunstschacht aus erst einen Vortrieb von 44 m erreicht. Nachdem es liegen geblieben war, nahm man 1822 den Vortrieb wieder auf. Zur Verbesserung der Wetterführung wurde auf dem Schacht 1823 ein Harzer Wettersatz eingebaut. Man konnte jetzt ohne ein weiteres Lichtloch einen Vortrieb von 500 m erreichen. Mit der besseren Bewetterung plante man jetzt nur noch mit 9 Lichtlöchern. Am 23. März 1823 betrug der Vortrieb von Haupt- und Gegenort 934 m.
Am 31. Mai 1824 wurde mit der Teufe der Lichtlöcher 7 und 8 begonnen. Zur Wasserhebung und Bewetterung sollte an jedem Lichtloch eine Dampfmaschine aufgestellt werden. Die zur Wasserhebung und Bewetterung eingesetzten Maschinen wurden von der Firma James & John Cockerill mit Sitz in Seraing gebaut. Mit dem Untergang eines Schiffes ging ein Teil der Maschinenteile verloren, so dass die Maschinen erst 1826 in Betrieb gingen. Der Bau der Maschinen und der notwendigen Gebäude verursachte Kosten in Höhe von 52.093 Talern und 20 Groschen.
Am 26. Juni 1824 kam es nach starken Regenfällen zur Überflutung der Grubenbaue des Steinkohlenwerkes durch die Flüsse Wiederitz und Weißeritz und damit zum Erliegen des Vortriebs am Gegenort. Erst ab dem 1. November 1824 konnte der Vortrieb wieder aufgenommen werden.
Ende 1825 erreichte das Hauptstollnort, das mit 9 Häuern belegt war, 1.130 m vom Mundloch aus und stand damit 84 m vor dem 5. Lichtloch. Der Gegenortbetrieb, mit einer Belegung von 6 Häuern, erreichte 332 m vom Neuen Zauckeroder Kunstschacht aus. Bis zum 9. Lichtloch fehlten noch 172 m.
Im Juni 1827 begannen die Teufe des Lichtloches 6 und der Aufbau einer Dampfmaschine und dazugehöriger Gebäude. Die Maschine baute die Königliche Maschinenbauanstalt zu Halsbrücke. Die Gussteile lieferte das Gräflich Einsiedel’sche Eisenwerk in Lauchhammer. Der Kessel wurde in der Bergschmiede der Königlichen Steinkohlenwerke gebaut. Am 6. April 1829 ging die Dampfmaschine in Betrieb.
Am 31. Dezember 1831 waren noch 1.700 m aufzufahren. Die Arbeiten fanden an 6 Ortsbetrieben zwischen den Lichtlöchern 5, 6, 7 und 8 statt. Beschäftigt waren hier 168 Bergleute. Nach dem Durchschlag zwischen den Lichtlöchern 5 und 6 Ende 1833 verringerte sich die Belegschaft auf 105 Bergleute. Im Frühjahr 1835 kam es auch zum Durchschlag zwischen den Lichtlöchern 6 und 7.
Am 5. November 1836 fiel die letzte Wand zwischen den Lichtlöchern 7 und 8. Lindig erhielt aus diesem Anlass die Civil-Verdienst-Medaille in Gold. Zur Vollendung des Stollns musste aber noch die Strosse zwischen den Lichtlöchern 7 und 8 nachgerissen werden. Diese war von den Lichtlöchern aus, zur Wasserführung ansteigend aufgefahren worden. Bevor diese Arbeiten beendet werden konnten, mussten am 4. Februar 1837 die Dämme am 7. und 8. Lichtloch beseitigt werden, um ein Absaufen der Gruben aufgrund Hochwassers zu verhindern. Die Arbeiten am Stolln konnten erst 1842 abgeschlossen werden. Die Baukosten beliefen sich zum Schluss auf 523.745 Taler 16 Neugroschen und 8 Pfennig. Die Kosten für den Stollnabschnitt zwischen Neuen Zauckeroder Kunstschacht und Oppelschacht betrugen zusätzlich 33.235 Taler 7 Neugroschen und 4 Pfennig. Die geplante Bausumme wurde damit um das 3,4-fache überschritten.
1837 führte der Stolln 2,5 Mill. m3 Wasser ab.
Nach dem Abschluss der Arbeiten an den jeweiligen Lichtlöchern wurden die Dampfmaschinen einer neuen Verwendung zugeführt. Die Dampfmaschine des Lichtloches 6 wurde zum Oppelschacht umgesetzt, kam aber erst mit der Weiterteufe des Schachtes ab 1840 zur Förderung und Wasserhaltung zum Einsatz. Die Dampfmaschinen der Lichtlöcher 7 und 8 sollten am Albertschacht und am Neuen Döhlener Kunstschacht eingesetzt werden. Aufgrund einer extremen Trockenheit im Jahr 1842 konnten die Mühlen im Plauenschen Grund mangels Aufschlagwasser nicht mehr mahlen. Man entschloss sich deshalb, die beiden Maschinen der König-Friedrich-August-Mühle (heute Tharandter Straße 117) leihweise zur Verfügung zu stellen. Später wurden die Dampfmaschinen von der Mühle zum Preis von 7.200 Talern übernommen.
Der Tiefe Elbstolln war die letzte große Stollnauffahrung in Sachsen, deren Richtung mit der klassischen Zieh-Markscheidekunst (mittels Hängekompass und Gradbogen) festgelegt wurde. Beim Rothschönberger Stolln wurde schon die Weisbachsche Visier-Markscheidekunst angewandt. Probleme gab es hier allerdings beim Durchfahren des Monzonits zwischen 1.612 und 4.808 m vom Mundloch aus. Der im Monzonit auftretende schwach magnetische Ilmenit sorgte dafür, dass der Hängekompass nicht brauchbar war. Besonders gravierend war diese Erscheinung offensichtlich zwischen dem 5. und 6. Lichtloch. Obwohl der Monzonit erst 400 m nach dem 5. Lichtloch einsetzte und hier bis zum 6. Lichtloch nur 700 m aufgefahren werden mussten, betrug die seitliche Abweichung beim Durchschlag der Gegenorte doch 1,25 m. Um die Stollntrasse zu berechnen, behalfen sich die Markscheider hier mit einer über Tage abgestecken Linie und trigonometrischen Berechnungen. Obwohl von der ab dem 6. Lichtloch im Monzonit durchfahrenen Strecke keine weiteren Probleme bekannt geworden sind, deutet die Weitung bei 2.660 m vom Mundloch, an der wahrscheinlichen Durchschlagsstelle zwischen 6. und 7. Lichtloch, darauf hin, dass die Stollntrasse versetzt aufeinander getroffen ist.
Der Ausbau des Stollns wurde zum Teil in Gewölbemauerung aus sächsischem Sandstein hergestellt. Von den 6.020 m vom Mundloch bis zum Oppelschacht mussten ca. 2.000 m ausgemauert werden. Nach dem Anschluss des Oppelschachtes wurden zwei Stollnflügel aufgefahren. Der Nordwestflügel wurde 25 m und der Südostflügel 7 m nach dem Neuen Zauckeroder Kunstschacht angeschlagen. Der Südostflügel endet nach 1.800 m an der Ernst-Strecke. Der Nordwestflügel endet nach 3.300 m ca. 800 m westlich vom Lichtloch 21 Tiefer Weißeritzstolln. Mit den Flügelorten wurde eine Gesamtlänge von 11 km erreicht.

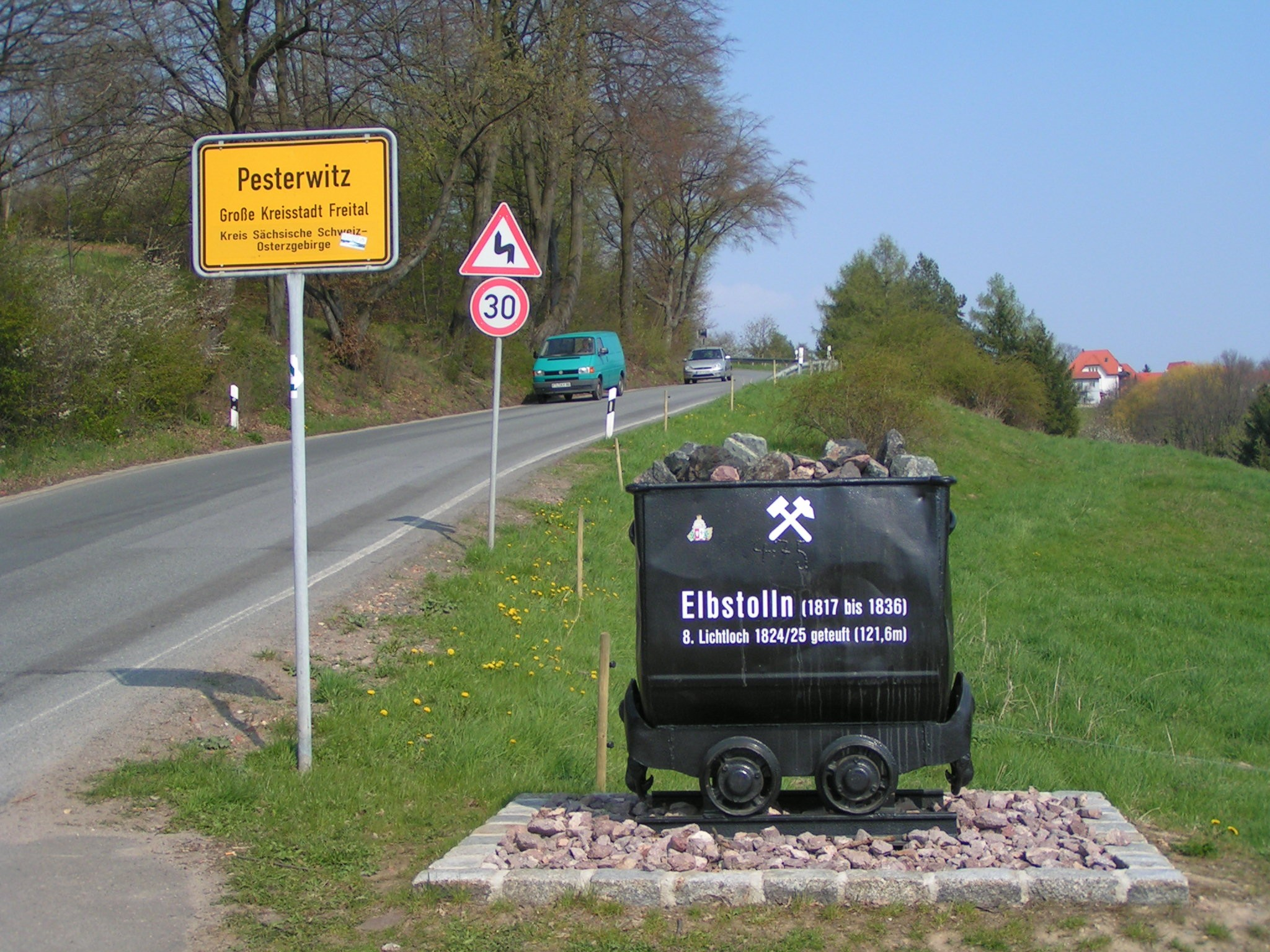
Denkmal am 8. Lichtloch am Ortseingang von Pesterwitz
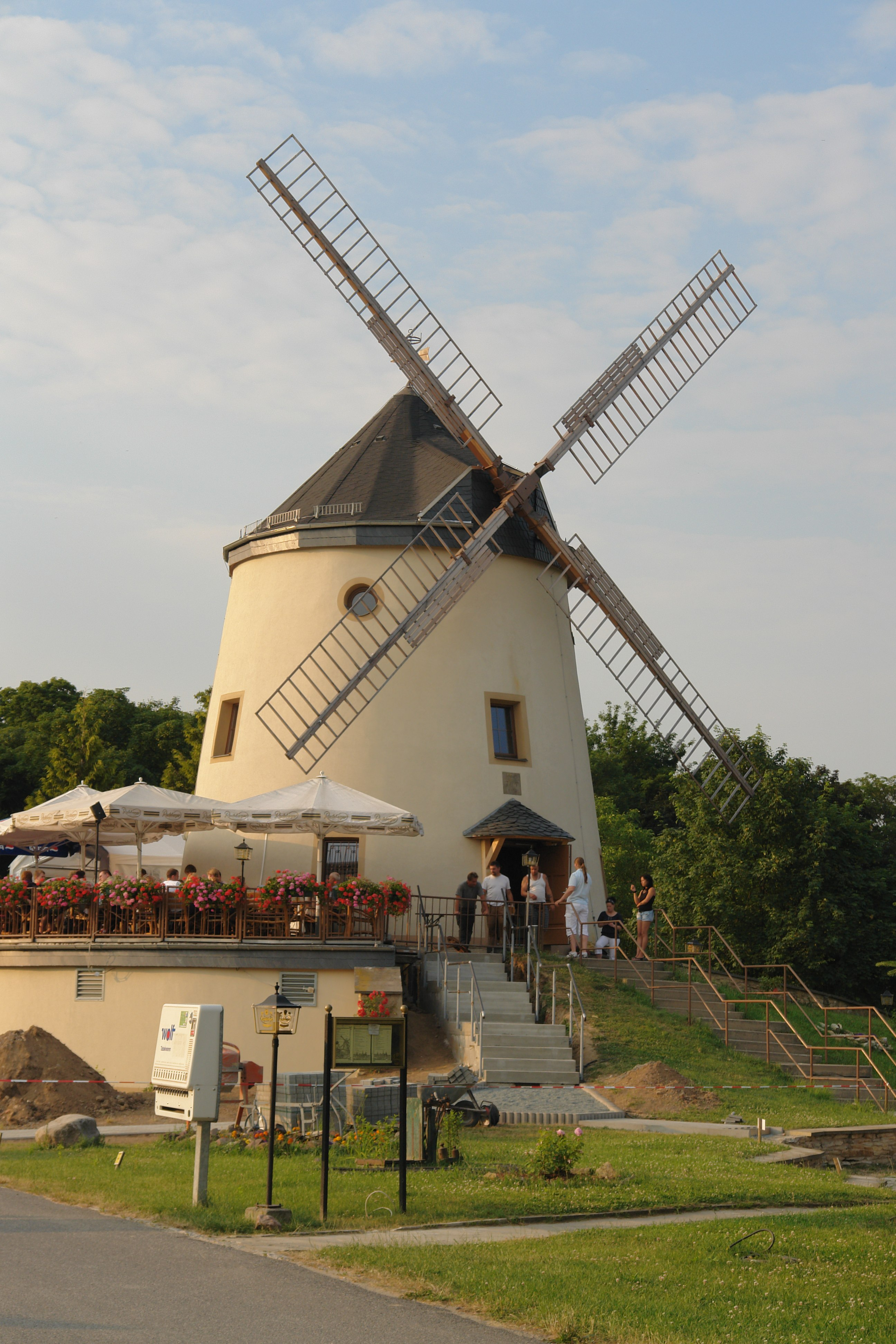
Die Leutewitzer Windmühle (2010) steht auf der Halde des 5. Lichtloches
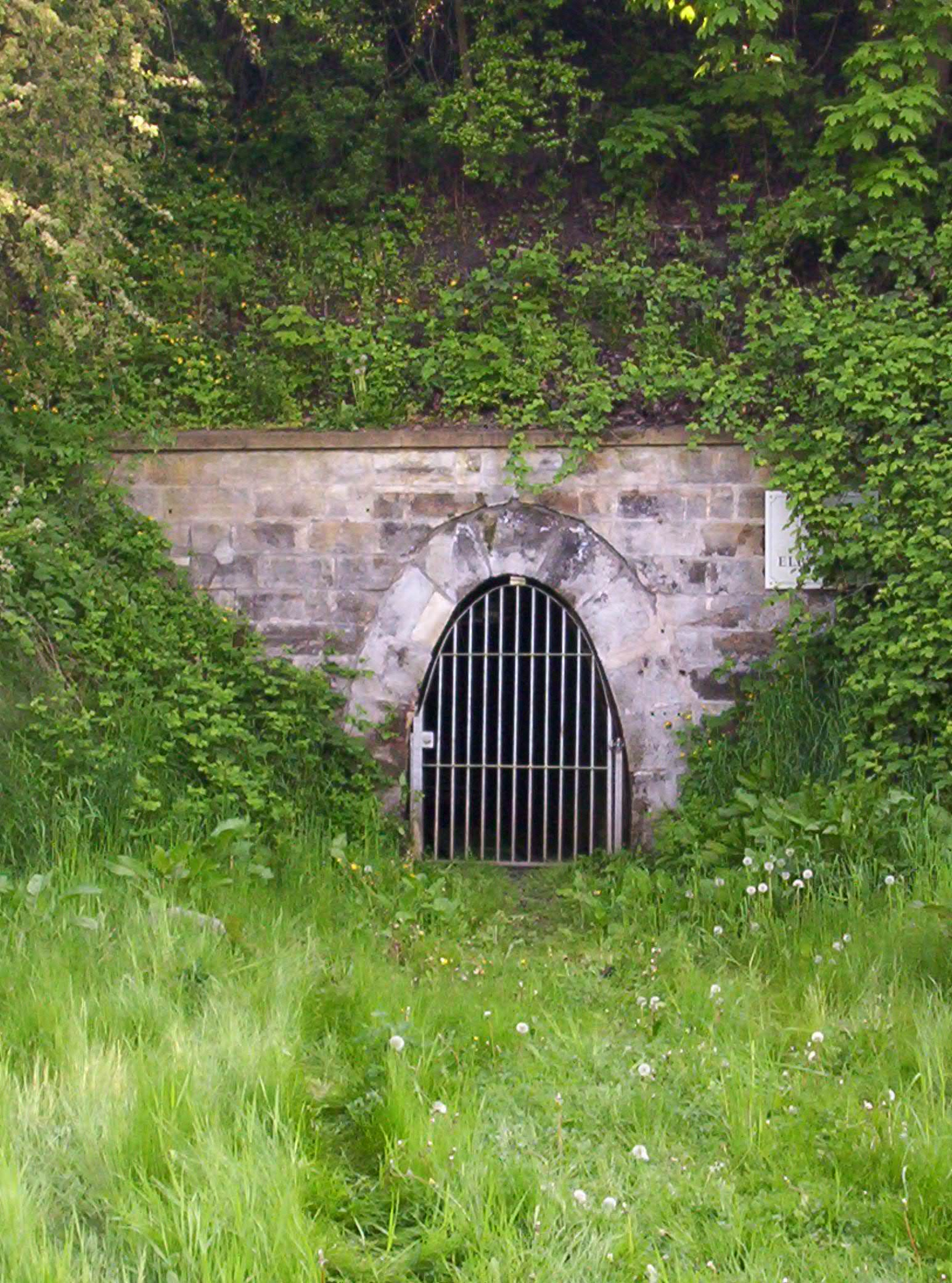
Mundloch des Tiefen Elbstollns am Elbufer im Stadtteil Cotta der Stadt Dresden
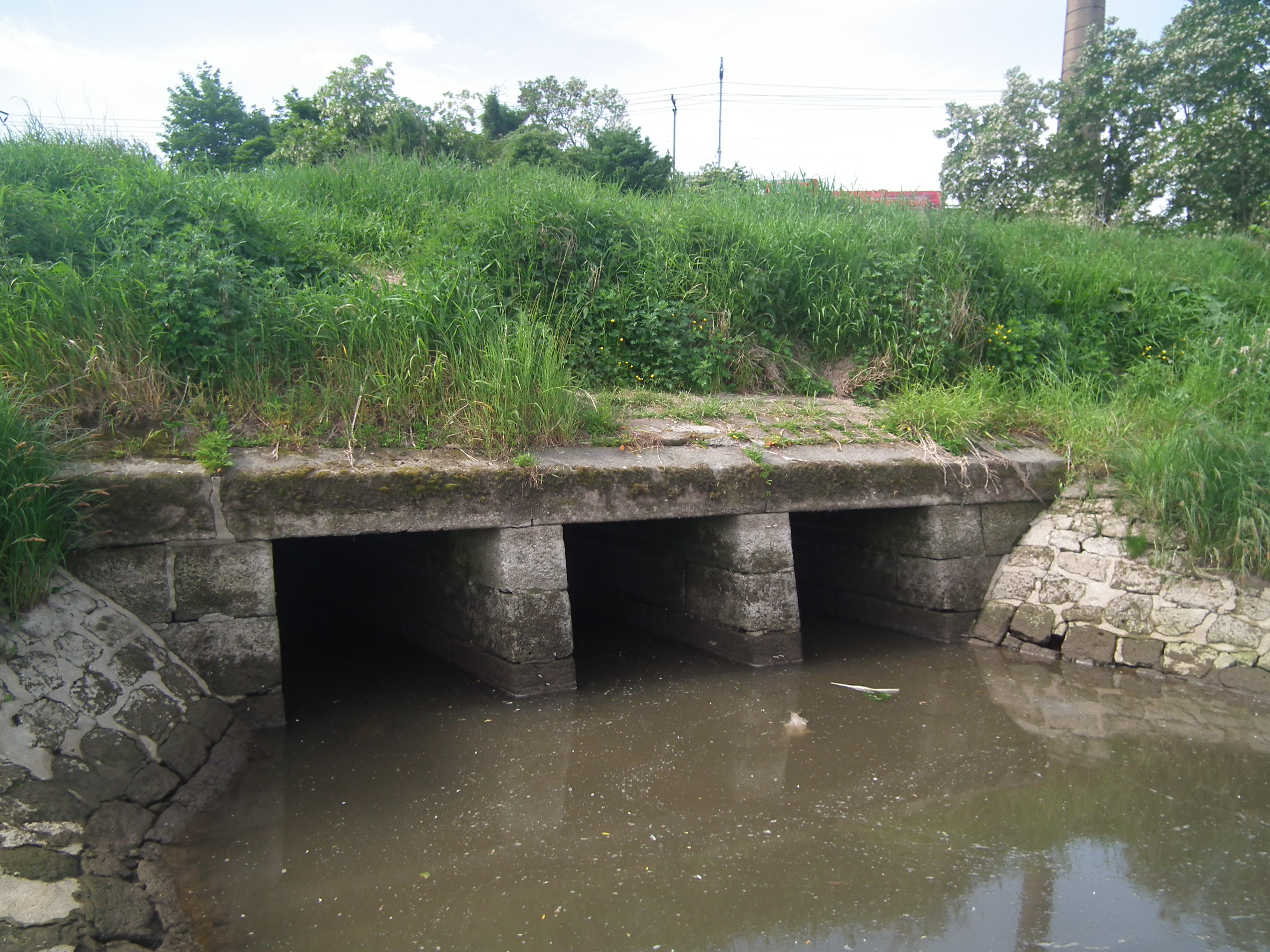
Gemauerter Abfluss in die Elbe nahe dem Mundloch bei niedrigem Elbpegel
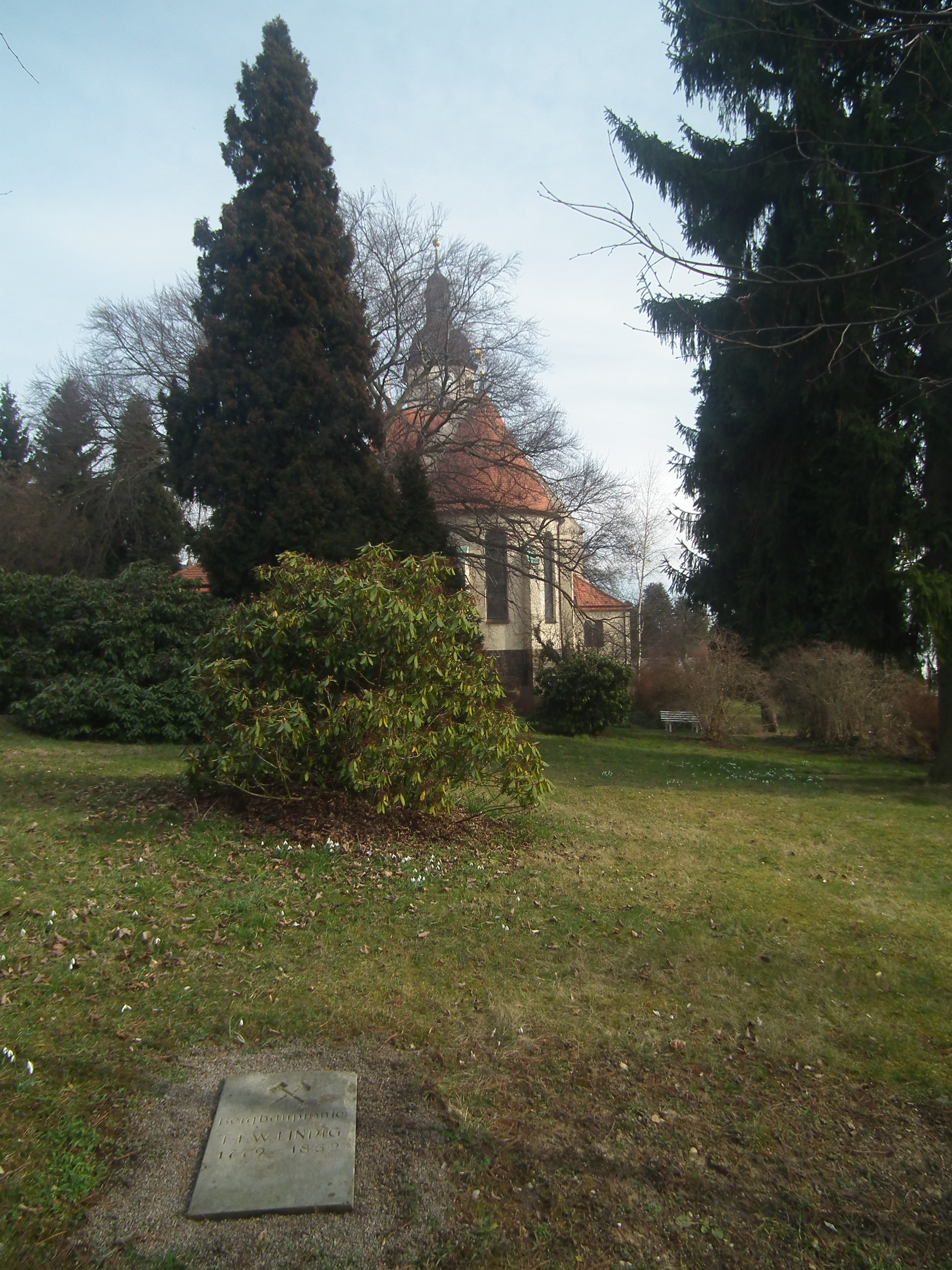
Gedenkstein für Ernst Friedrich Wilhelm Lindig auf dem Friedhof Pesterwitz genau über dem Tiefen Elbstolln

Lindig wurde 1852 auf dem Friedhof der St.-Jakobus-Kirche in Pesterwitz beerdigt. Sein Grab befand sich genau über dem Tiefen Elbstolln. Die Grabanlage ist nicht erhalten, die Stelle wird durch einen Gedenkstein markiert.
Obwohl die Lichtlöcher nach der Fertigstellung verfüllt wurden, kam es zu einigen Bergschäden. So tat sich 1941 am 7. Lichtloch ein Tagesbruch auf, der verfüllt werden musste.

### Nicht realisierte Planungen
Neben der Entwässerung sollte der Tiefe Elbstolln auch dem Kohletransport dienen. Die abgebaute Steinkohle sollte mit speziellen Kähnen von 10 m Länge 1,10 m Breite und 0,56 m Tiefgang durch den Stolln zur Elbe transportiert und dort auf Elbkähne umgeladen werden. Die Kähne sollten 2,8 t Kohle laden. Da der Stolln keine Auswegmöglichkeiten hatte, war ein Betrieb mit Gegenverkehr nicht möglich. Die Erwartungen an dieses Transportsystem erfüllten sich nicht. Die rasante Entwicklung der Eisenbahn machte den Kahntransport überflüssig. Die Eisenbahnlinie Leipzig–Dresden wurde schon am 7. April 1839 in Betrieb genommen. Der Weiterbau der Bahnstrecke Děčín–Dresden-Neustadt begann im Mai 1840. Der Anschluss der Schächte selbst an das Eisenbahnnetz erfolgte allerdings erst mit der am 28. Juni 1855 in Betrieb genommenen Linie Dresden–Tharandt durch die Albertsbahn AG.
Der Plan, auch die rechts der Weißeritz gelegenen Grubenfelder an den Stolln anzuschließen, wurde vom Finanzamt untersagt.
Auch die Idee der Verlängerung des Stollns bis in das Freiberger Revier wurde schon sehr frühzeitig verworfen. Schon 1839/40 waren die Pläne für den Rothschönberger Stolln konkret ausgearbeitet. Er brachte über eine kürzere Distanz in Freiberg eine größere Teufe ein.

### Heutige Nutzung
Der Tiefe Elbstolln dient bis heute der Entwässerung des Döhlener Beckens. Eine Befahrung im Jahr 1961 bestätigte eine gute Verfassung des Bauwerkes. Die letzte Durchflussmessung 1967 ergab einen Abfluss von 2,0 Mill. m3/a. Nach der Schließung der Gruben links der Weißeritz und der Übernahme des VEB Steinkohlenwerk Freital durch den Bergbaubetrieb „Willi Agatz“ ging der Stolln in die Rechtsträgerschaft der SDAG Wismut als letzten Bergbautreibenden in der Region über. Mit der Einstellung des Bergbaus rechts der Weißeritz und der Erarbeitung eines Flutungskonzeptes rückt der Stolln wieder in den Focus. Jetzt wurde der Plan von 1810, das Revier rechts der Weißeritz an den Stolln anzubinden, wieder aktuell.

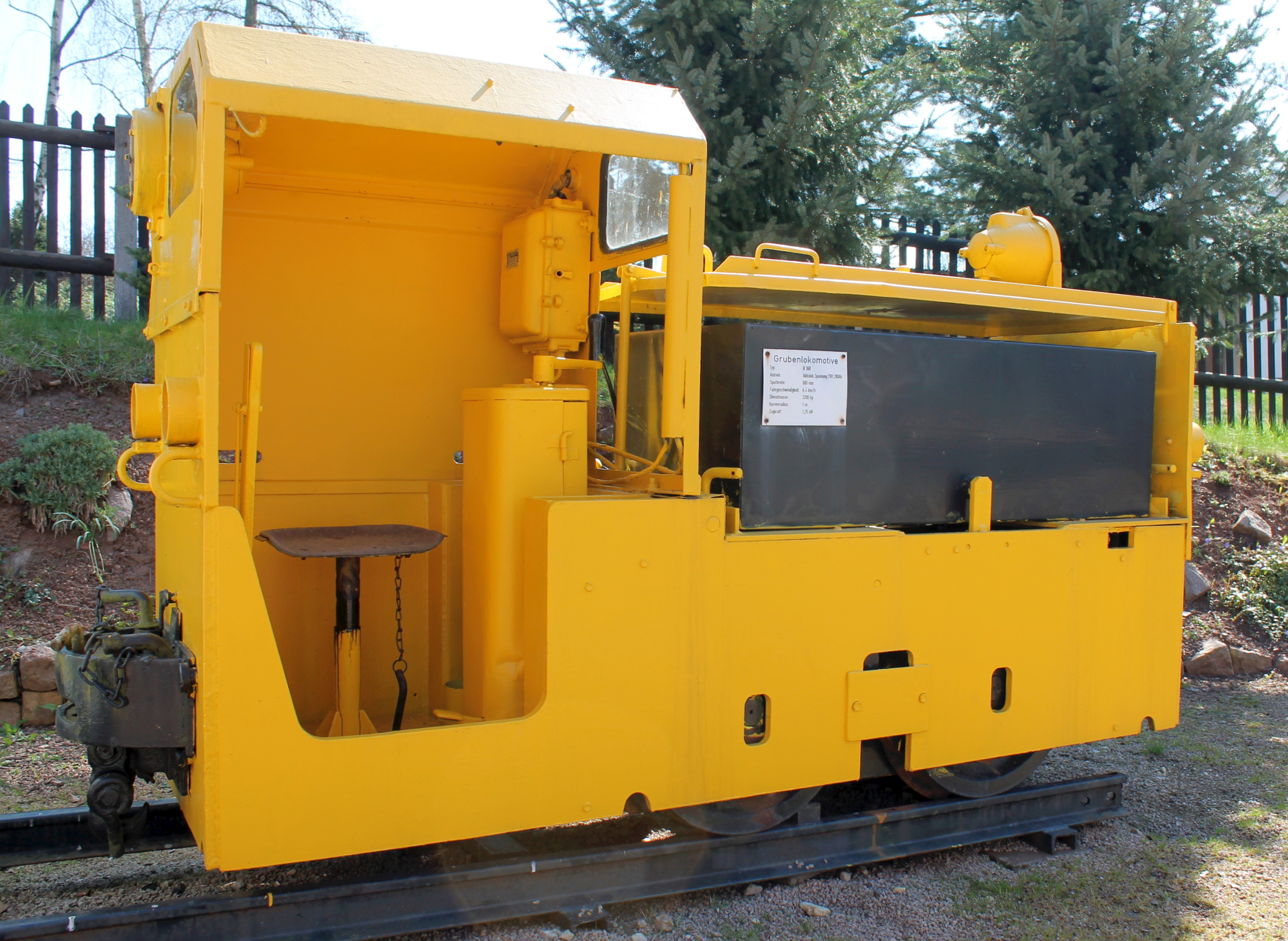
BBA B 360

Um dieser Aufgabe gerecht zu werden, war eine Sanierung des Stollns unter der Verantwortung der Wismut GmbH unabdingbar. Zur Herstellung eines Wetterweges wurde im Bereich der Oppelschächte das Untersuchungsgesenk 10 (UG 10) geteuft und mit dem Stolln verbunden. Am 2. Januar 1997 begann dann vom Mundloch her die Aufwältigung des Stollns. Die bis zu 1,50 m mächtige Sedimentschicht im Stolln musste entfernt werden. Zur ungehinderten Befahrbarkeit wurden im Stolln Gleise für die Grubenbahn verlegt und Tragwerk eingebracht. Zwischen 1.070 und 1.087 m vom Mundloch war der Stolln in einem Druckbereich stark eingeengt. Der Ausbau musste beseitigt und ein neuer Betonausbau eingebracht werden. Etwa 2.660 m vom Mundloch entfernt befindet sich eine Ausweichstelle mit Abstellgleis. Die an dieser Stelle befindliche Weitung ist wahrscheinlich die Durchschlagsstelle zwischen 6. und 7. Lichtloch. Ende 1998 waren 2.700 m saniert. Ende November 1999 hatte man 4.780 m erreicht. Im Juli 2000 erreichte man bei 5.972 m das UG 10. Zur Bewältigung der Transporte unter Tage wurden 4 Akkuloks des Typs BBA B 360 mit einer Spurweite von 600 mm und den Seriennummern 5350.894, 5350.895, 5350.896 und 5350.896 eingesetzt. Diese Loks stammten ursprünglich aus dem Wismutrevier Ronneburg und wurden 1990 nach Königstein umgesetzt.
Seit dem 7. Oktober 2014 entwässert auch das rechts der Weißeritz gelegene Revier über den von April 2007 bis Juni 2014 aufgefahrenen WISMUT-Stolln über den Tiefen Elbstolln.
Von Juli 2015 bis Januar 2016 wurde das Holztragwerk durch Gitterroste aus GFK ersetzt. Hierfür wurden über Tage ca. 10 Meter Schienen vor dem Mundloch in Cotta verlegt, um das Be- und Entladen der Grubenbahn zu vereinfachen.
Im August 2016 wurde das nicht mehr benötigte Fördergerüst des UG 10 abgerissen und ab September 2016 über dem Gesenk ein massives „Huthaus“ errichtet. Über das Gebäude bleibt der Zugang zum Stolln bestehen. Im Gebäude ist ein Lüfter installiert, der bei Befahrungen neben dem Lüfter im WISMUT-Stolln für die Bewetterung notwendig ist.

### Hochwasser im Stolln

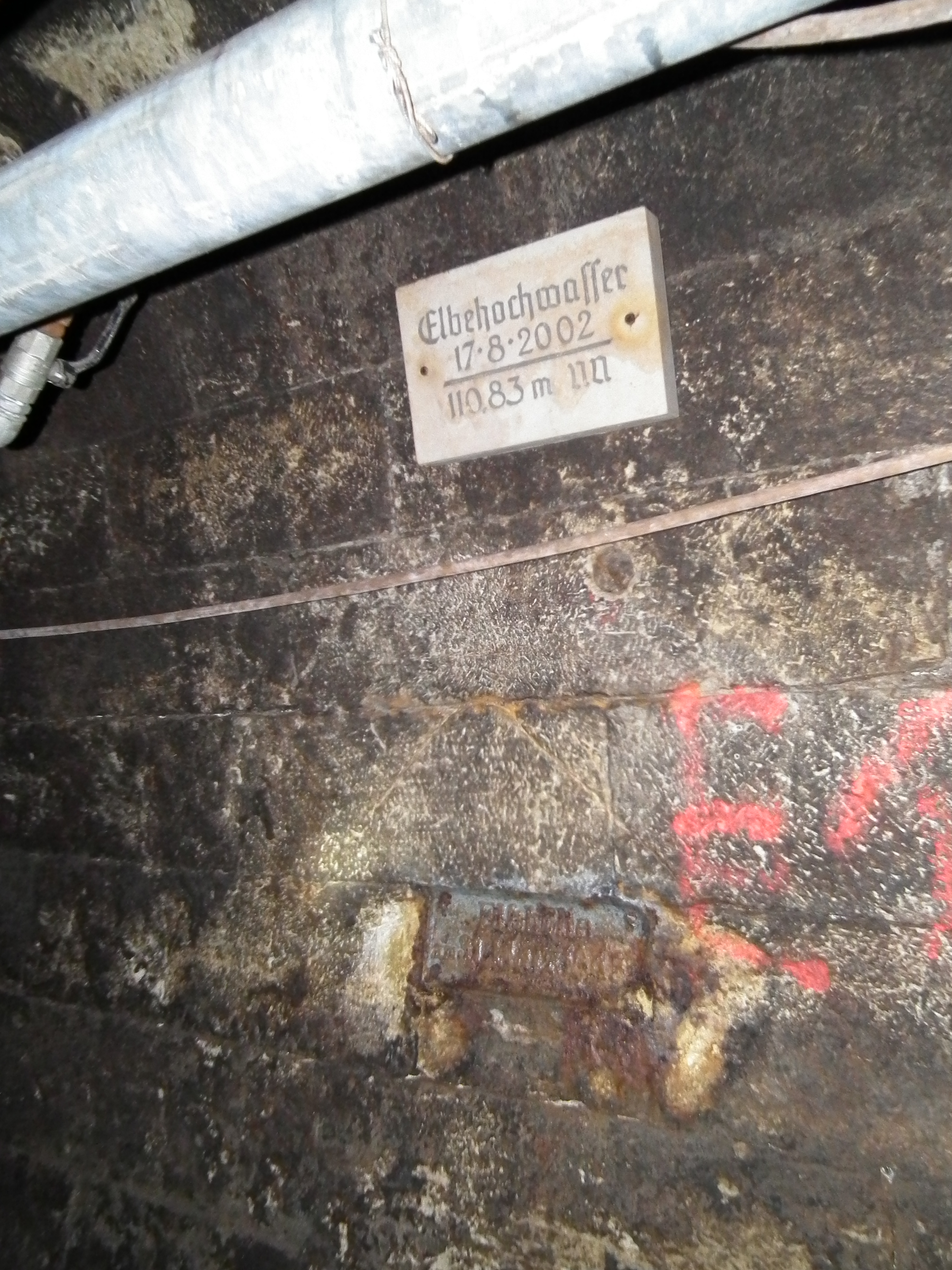
Hochwassermarke 2002 und darunter 1845

Nach seiner am 4. Februar 1837 aufgrund eines Hochwassers verfrühten Öffnung versagte der Stolln schon 8 Jahre später das erste und gleichzeitig während des Betriebes der Steinkohlenwerke einzige Mal seinen Dienst. Am 5. März 1845 erreichte das Jahrhunderthochwasser der Elbe einen Pegelstand von 8,77 m. Im Stolln ist die Hochwassermarke bei 5.890 m vom Mundloch mit 110,16 m NN eingeschlagen. Im Oppelschacht kommt der Stolln mit 109,52 m NN ein. Obwohl im Haupttrakt wie auch an den Flügelörtern Dämme gesetzt wurden, lief das Wasser darüber und setzte das Grubengebäude bis 20,70 m über der II. Hauptstrecke (82,8 m NN) unter Wasser. Da die tiefen Sohlen am Oppelschacht noch nicht mit dem Revier durchschlägig waren, hielt sich der Schaden in Grenzen.
Am 6./7. September 1890 entging man nur knapp einer Überflutung. Das Elbehochwasser blieb im Stolln bei 109,43 m NN stehen.
Erst 112 Jahre später, am 17. August 2002, wieder ein Jahrhunderthochwasser, erreichte der Wasserstand im Stolln an der gleichen Stelle 110,83 m NN. Das nächste Hochwasser kam schon am 4. April 2006. Das Wasser stand im Stolln bei 108,92 m NN. Innerhalb von 11 Jahren gab es am 6. Juni 2013 das zweite Jahrhunderthochwasser mit einem Wasserstand im Stolln von 110,21 m NN. Da das Grubengebäude abgeworfen und der Oppelschacht abgedämmt ist, spielten diese Hochwassersituationen allerdings für den Betrieb des Stollns keine Rolle.

### WISMUT-Stolln
Der ursprüngliche Plan einer Wasserlösung des Reviers rechts der Weißeritz sah den Vortrieb eines Querschlages vom Schacht 3 zum Elbstolln oder dessen Südostflügel vor. Dieser Plan wurde schon frühzeitig aus Kostengründen verworfen. Man favorisierte die Variante einer natürlichen Migration der Flutungswässer über den Altbergbau zum Elbstolln. Nach der Erkenntnis, dass es zwischen den Revieren rechts und links der Weißeritz keine ausreichende wasserwegsame Verbindung gibt, sollte sich der Flutungspegel in seinem natürlichen Niveau von +180,50 m NN einpegeln. Mit den in der Folge am 15. Juli 2003 auftretenden massiven Wasseraustritten im Gebiet von Potschappel war auch diese Variante gescheitert. Es blieb jetzt nur noch, in Anlehnung an den ursprünglichen Plan einen Stolln zu treiben. Als Ausgangspunkt für die Auffahrung des Stollns wurde ein alter Steinbruch am Osterberg in Freital-Potschappel gewählt.
Im Dezember 2005 genehmigte der Aufsichtsrat der Wismut GmbH diese Variante. Die Stollntrasse verläuft vom Schacht 3 über den Osterberg zum UG 10 am Oppelschacht.
Im September 2006 wurden im Bereich der zukünftigen Rampe Erkundungsbohrungen niedergebracht. Im Oktober wurde das Gelände beräumt und die Baustelleneinrichtung aufgebaut.
Am 3. April 2007 begann die Auffahrung des WISMUT-Stollns mit dem Anschlag einer Rampe bei +175 m NN. Am 6. Oktober 2007 war es allen Interessierten möglich, sich an einem Tag der offenen Tür über das Vorhaben zu informieren.
Im Januar 2008 war die Rampenauffahrung nach 370 m mit Erreichung des geplanten Stollniveaus bei +115 m NN abgeschlossen. Bis Ende des Jahres wurden 321 m Stolln in Richtung Schacht 3 aufgefahren. Dieser Stollnabschnitt wurde mit einem Damm versehen und diente während der Auffahrung in Richtung Elbstolln als Speicherbecken für das anfallende Grubenwasser. Im Juli wurde im Steinbruch eine Wetterbohrung zur besseren Bewetterung des Grubenbaues niedergebracht.
2009 begann der Vortrieb in Richtung Oppelschacht. Nach ca. 140 m wurde die Weißeritz unterquert. Nach 452 m wurde im Bereich der Gutenbergstraße stark wasserführender Tuff angefahren. Der Wasserzulauf aus den Ankerbohrungen betrug bis 36 m3/h. Der Vortrieb wurde gestoppt und die Bohrungen verpresst. Mit horizontalen Bohrungen wurde versucht, die Ausdehnung der Tuffzone zu erkunden. Aber auch nach 97 m Bohrlänge war das Ende der Zone nicht erreicht. Alle Bohrungen brachten wiederum Wassermengen zwischen 3 und 36 m3/h. Für den weiteren Vortrieb wurde deshalb ein 40 m langer Verpressschirm um die Stollnachse durch Injektion des Gebirges mit einer Zementsuspension angelegt. Am Jahresende stand der Vortrieb bei 462 m.
2010 konnte der Vortrieb nur mit weiteren drei Verpressschirmen durchgeführt werden. Die Gesamtlänge dieser Auffahrungsvariante beträgt 145 m und endet im Bereich des Saubergweges. Die weitere Stollntrasse verläuft jetzt unter unbebautem Gelände zwischen Burgwartstraße und Edgar-Rudolph-Weg. Bis Jahresende konnte 412 m aufgefahren werden. Damit stand der Vortrieb bei 874 m.
Im September 2011 kam es bei einer Auffahrungslänge von 1509 m erneut zu starken Wasserzuläufen von 20 m3/h. Am Jahresende wurden bei 1.665 m die Döhlener Schichten angefahren.

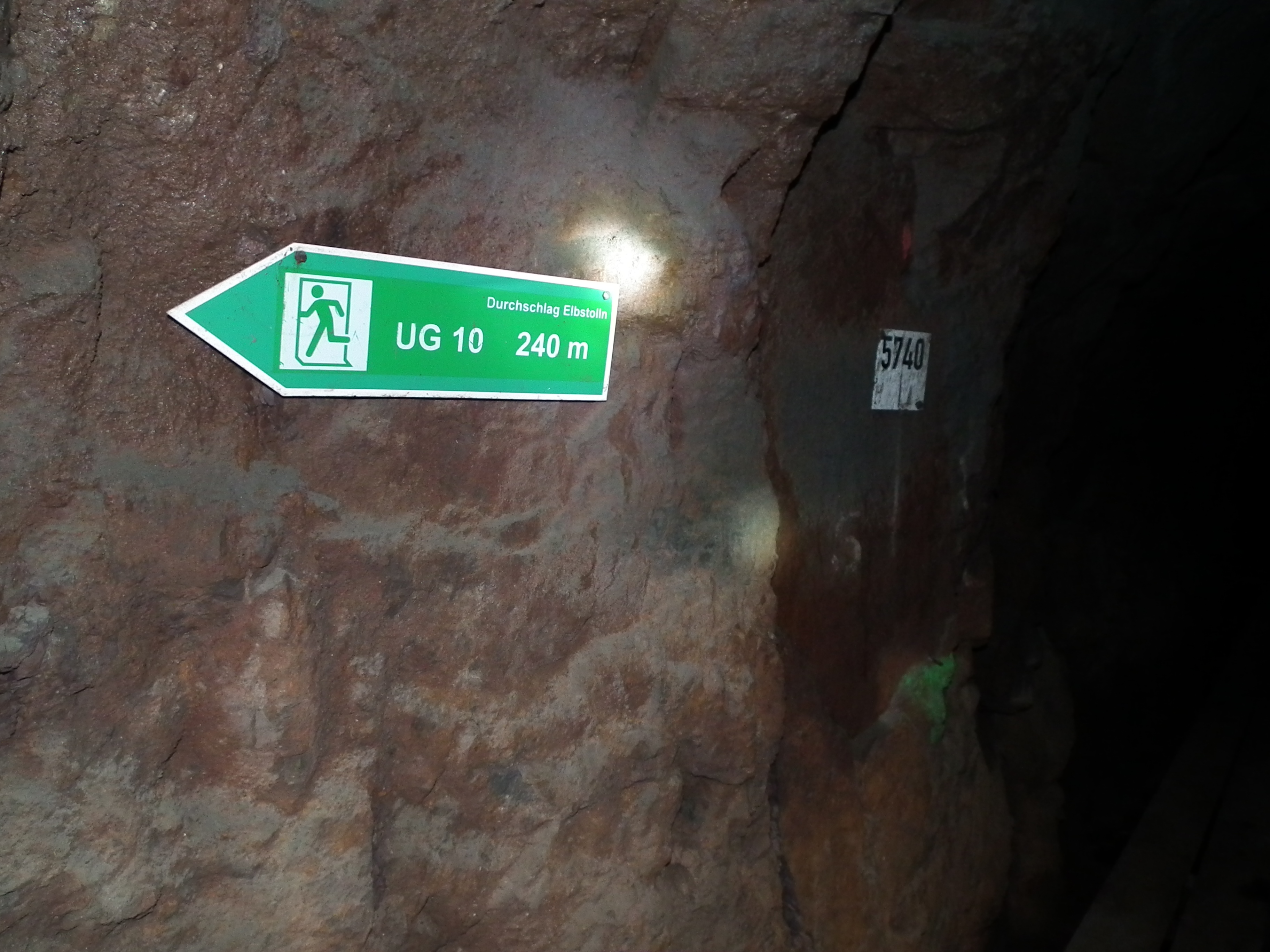
Durchschlagspunkt des WISMUT-Stollns

Am 9. August 2012 erfolgte bei 1.911 m der Durchschlag in den Elbstolln. Der Durchschlagspunkt liegt im Elbstolln bei 5.740 m, 160 m nördlich des Neuen Zauckeroder Kunstschachtes. Nach Restarbeiten und dem Beseitigen des Wasserbeckens im Ostflügel des WISMUT-Stollns wurde der Vortrieb in Richtung Schacht 3 im Dezember 2012 aufgenommen. Zum Jahresende stand die Ortsbrust bei 331 m. Von April bis August 2012 wurde am Schacht 3 ein Wetterbohrloch mit einer Teufe von 126,5 m niedergebracht. Dieses Bohrloch dient als Anlaufpunkt für den Stolln.
Der Vortrieb 2013 erreichte am Jahresende 798 m. Am 24. April 2014 wurde bei 940 m der Horizont des 5. Flözes angefahren. Am 11. Juni erfolgte bei 963,5 m der Durchschlag in das Wetterbohrloch. Im August/September 2014 wurden zur Verbindung des Stollns mit den Grubenbauen des Reviers Gittersee vier Bohrlöcher mit einem Durchmesser von je 200 mm im Winkel von 55° auf den Querschlag 200 im Bereich des Schachtes 3 auf die 2. Sohle bei +85 m NN niedergebracht. Am 30. September 2014 wurde die Wasserhaltung am Förderbohrloch 1 in Gittersee außer Betrieb genommen. Am 7. Oktober trat das Wasser in den Stolln ein und entwässert das gesamte Revier rechts der Weißeritz über den WISMUT-Stolln in den Tiefen Elbstolln auf einer Höhe von 120,69 m NN. Der Wasserzulauf beträgt im Durchschnitt 70 m³/h.
Nach den Restarbeiten im Stolln wurde 2015 das Wetterbohrloch im Steinbruch Osterberg verwahrt. Nach der Beräumung der Baustelle endeten die Arbeiten offiziell am 9. Mai 2015.
Die ständig sinkende Abflussrate im Stolln und der gleichzeitig ansteigende Flutungspegel gab Anlass zu einer Kontrollbefahrung. Festgestellt wurden nach nur 4 Jahren Betrieb starke mineralische Ablagerungen in den Bohrlöchern. Im August 2019 wurden diese unter hohem Aufwand von einer Spezialfirma entfernt. Danach normalisierte sich die Abflussrate wieder.

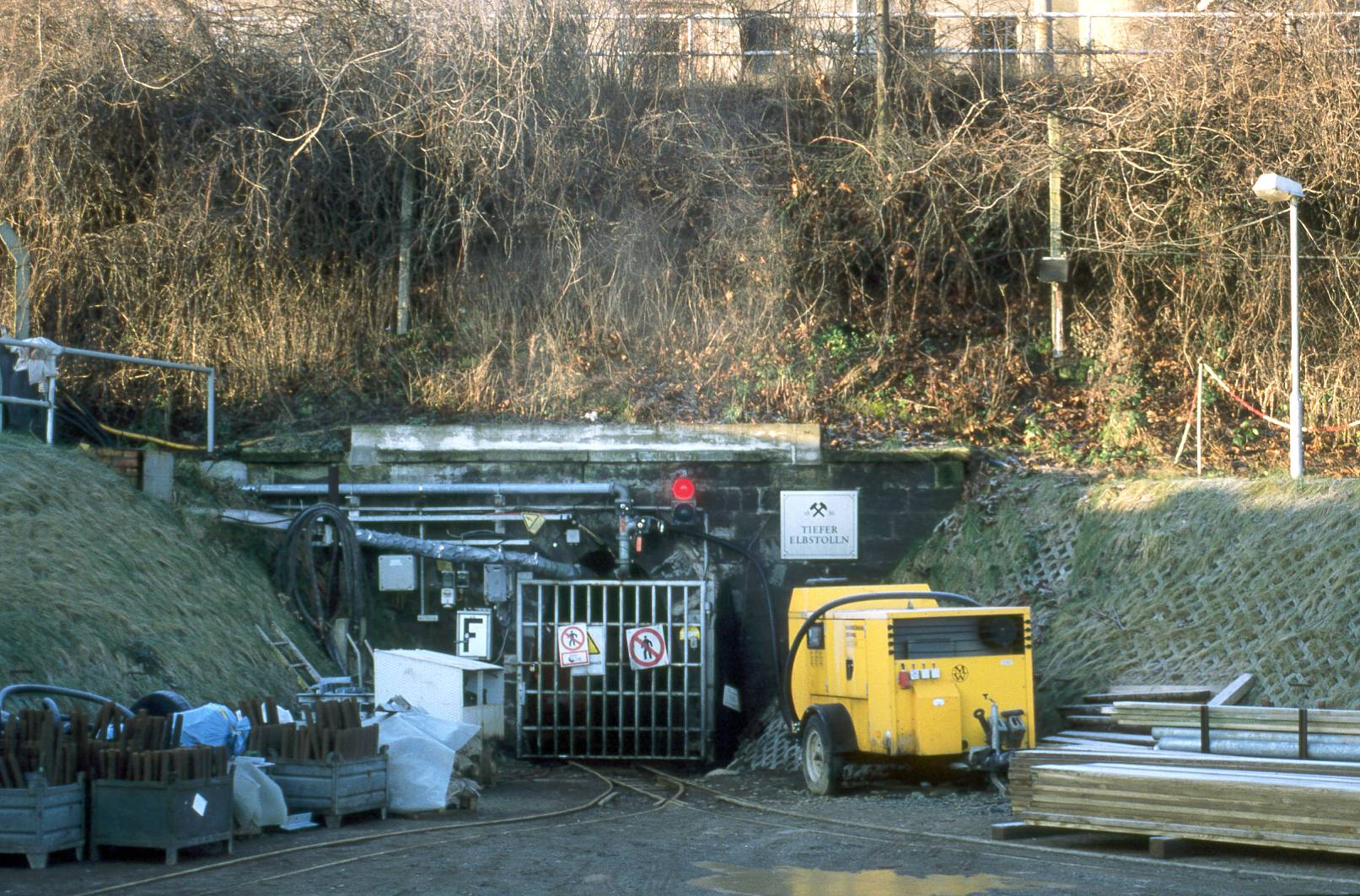
Mundloch und Gleis (2000)
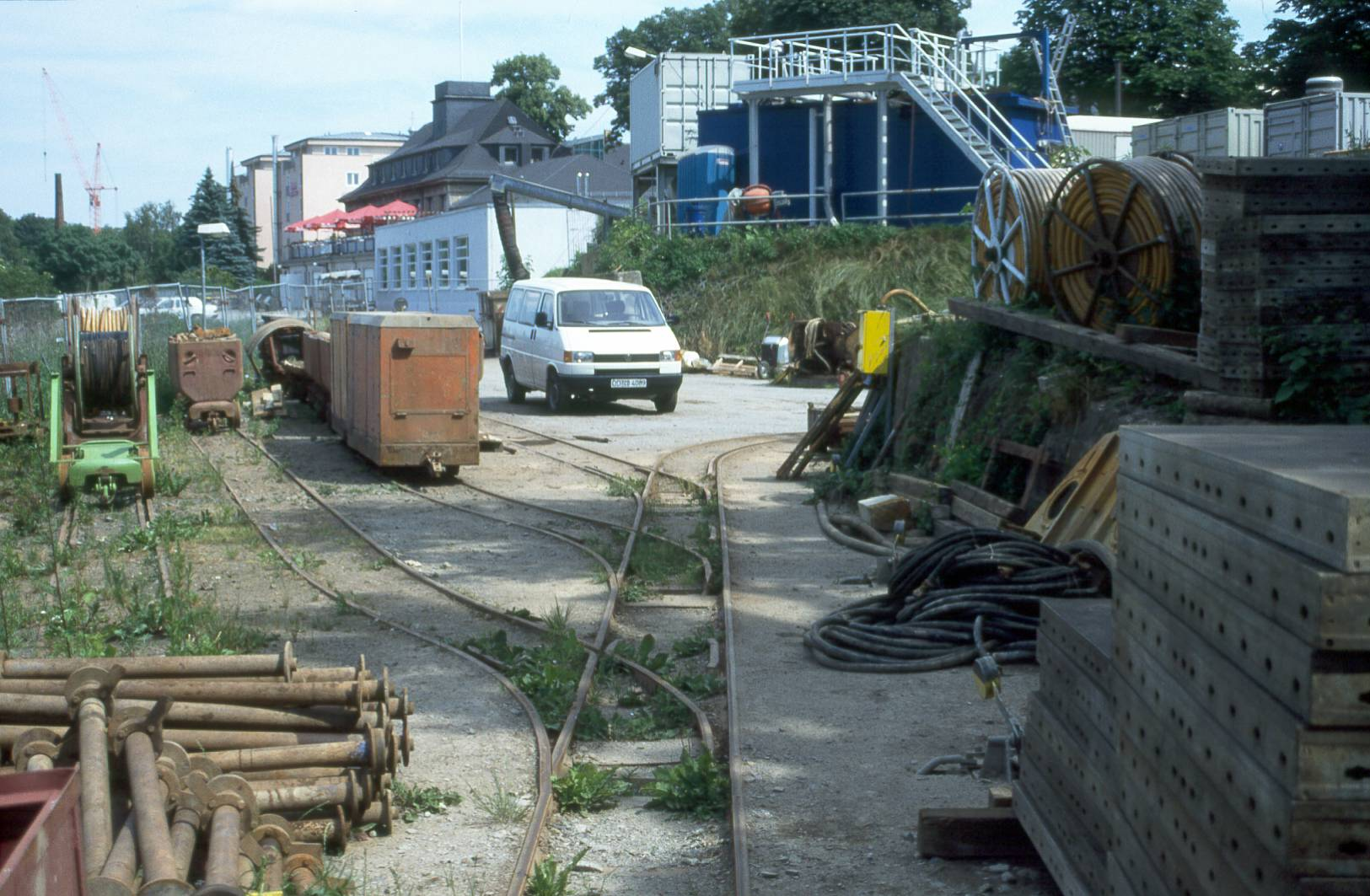
Grubenbahn vor dem Mundloch (2000)
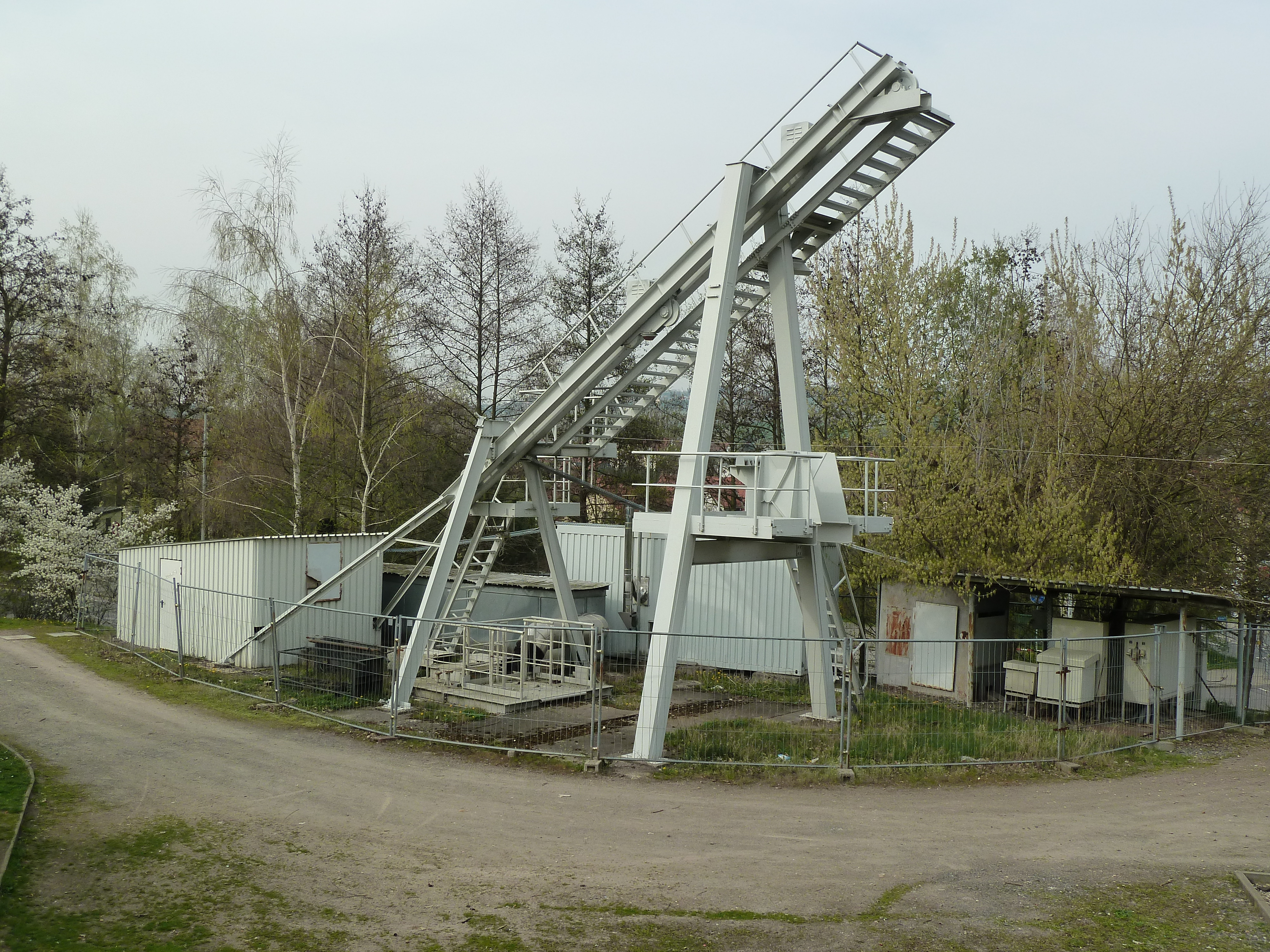
U-Gesenk 10 in der Nähe des ehemaligen Oppelschachtes in Zauckerode
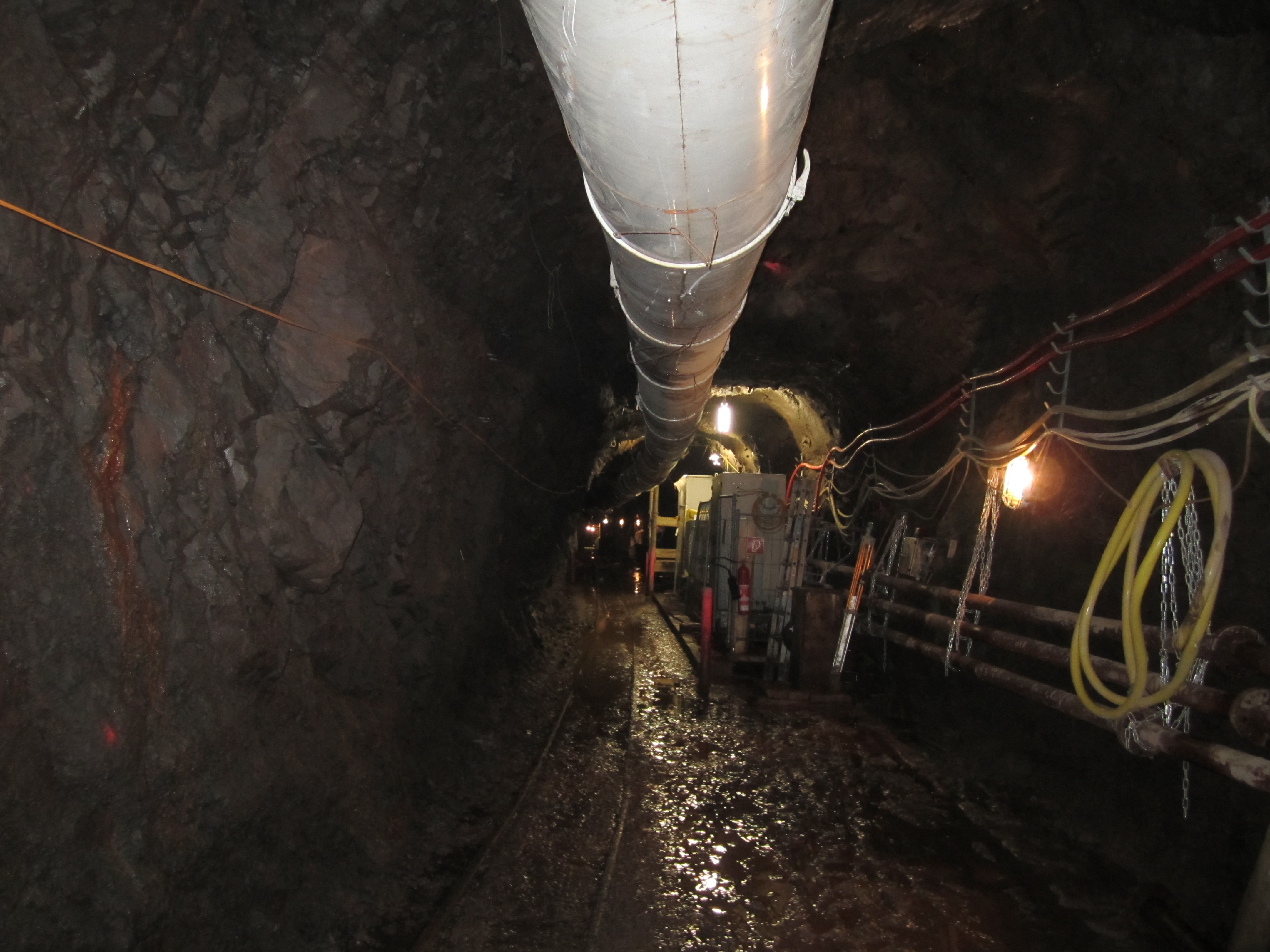
Wismut-Stolln, vom Fuße der Rampe in Richtung Nordwest
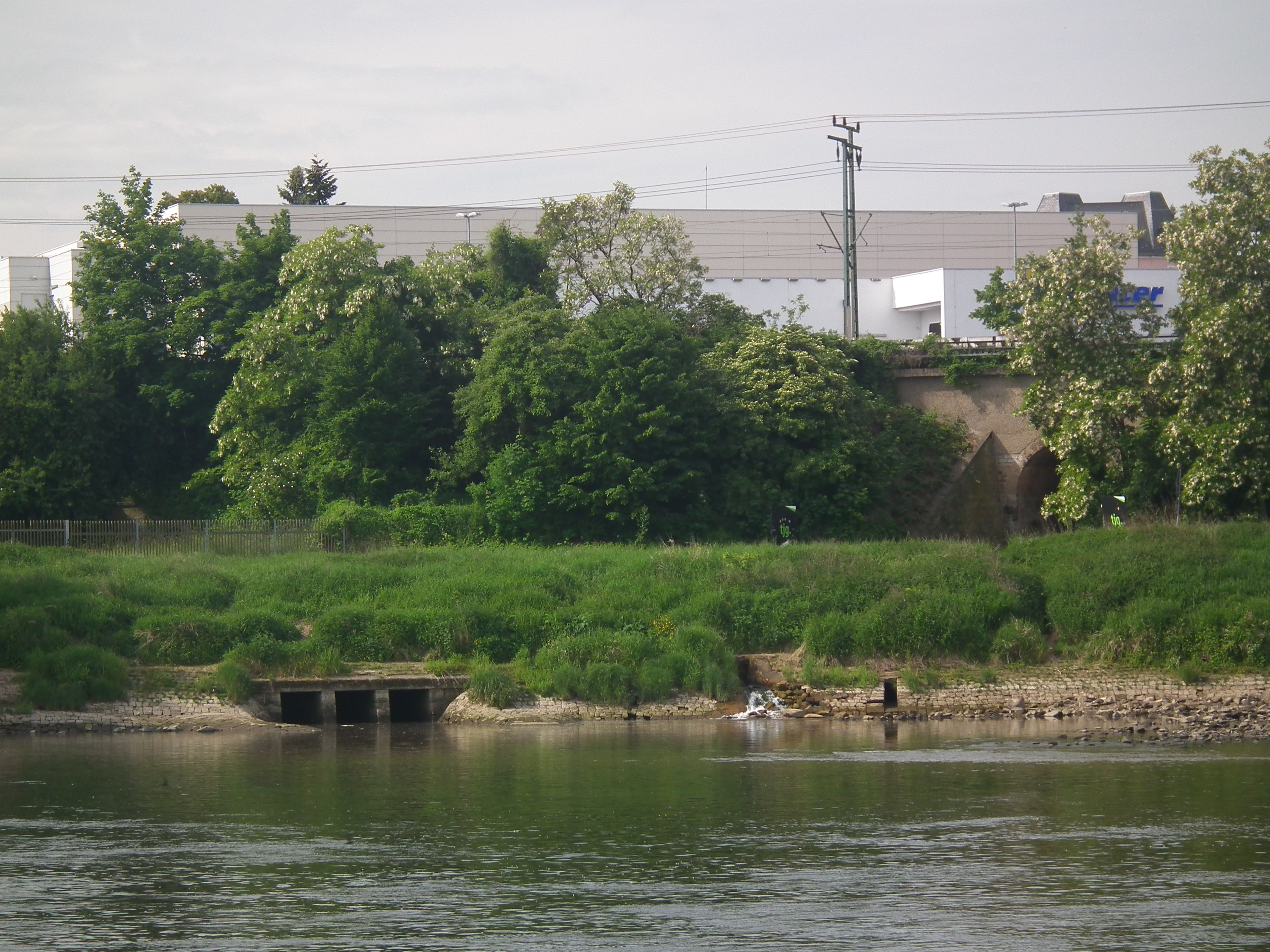
Abfluss in die Elbe bei einem Pegelstand von 86 cm (Pegel Dresden, 10:00 Uhr am 28. Mai 2015)
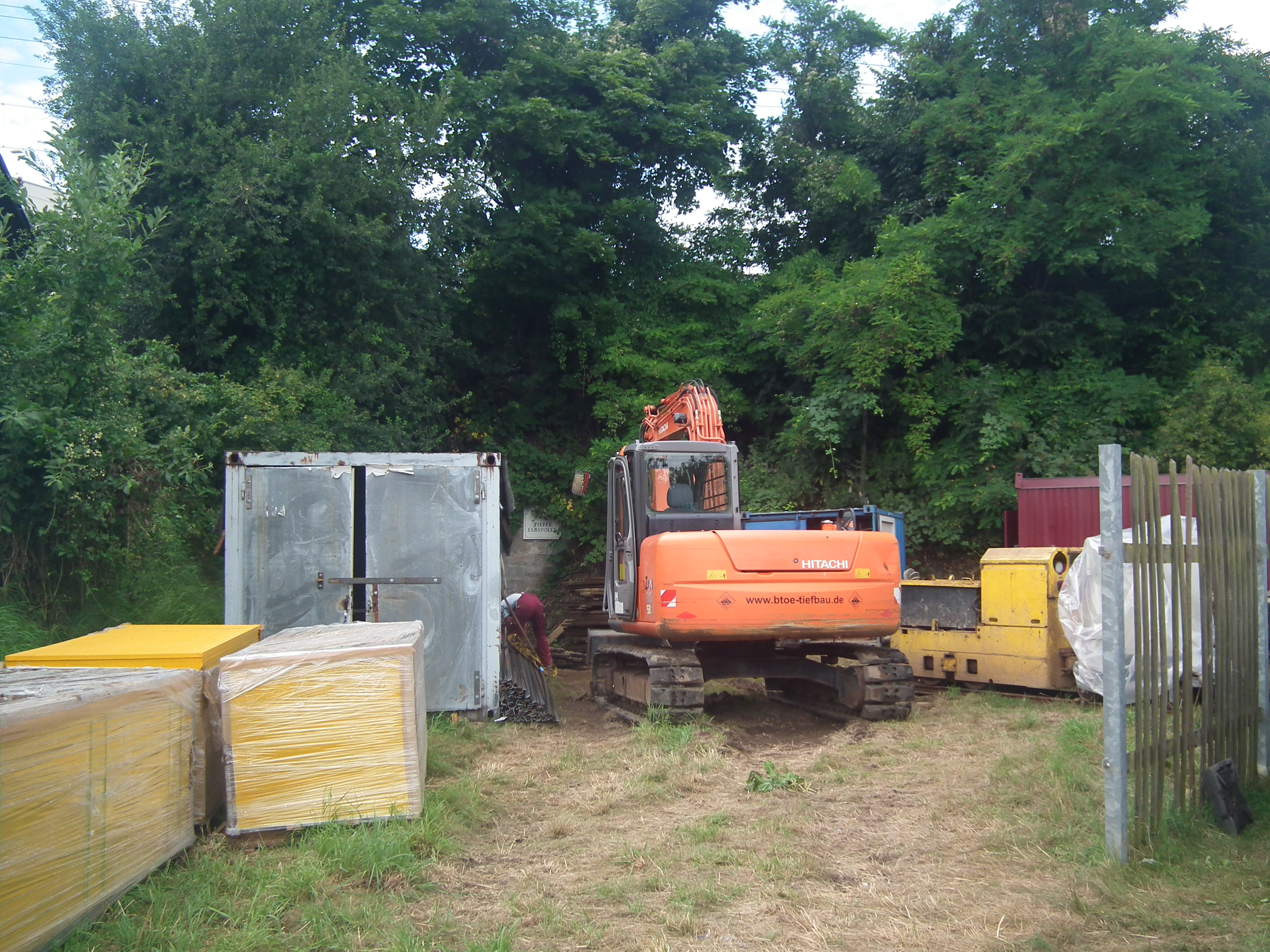
Sanierung Juli 2015, links: die gelben GFK-Gitterroste; Mitte: Schild neben Mundloch; rechts: Lok der Grubenbahn

## Verlauf
Der Stolln führt von den ehemaligen Bergwerken in Freital-Zauckerode in gerader Strecke über Pesterwitz, Gorbitz, Omsewitz und Leutewitz an die Elbe nach Dresden-Cotta. Das Flügelort, Wismutstolln, führt vom Oppelschacht über den Osterberg zum Schacht 3 in Freital-Burgk.
| Landmarke                      | Ort           | Beginn des Vortriebes | Position                          | Entfernung vom Mundloch in m | Notiz                                                                 |
| ------------------------------ | ------------- | --------------------- | --------------------------------- | ---------------------------- | --------------------------------------------------------------------- |
| Mundloch                       | Dresden-Cotta | 1817                  | 51° 3′ 46,2″ N, 13° 40′ 57,2″ O   |                              |                                                                       |
| 1. Lichtloch                   | Dresden-Cotta | 1818                  | 51° 3′ 43,81″ N, 13° 40′ 55,11″ O | 83,0                         | Im Keller des Hofbrauhauses                                           |
| 2. Lichtloch                   | Dresden-Cotta | 1819                  | 51° 3′ 39,79″ N, 13° 40′ 51,43″ O | 227,0                        | im Garten des Hauses Freiligrathstraße 1                              |
| 3. Lichtloch                   | Dresden-Cotta | 1819                  | 51° 3′ 34,17″ N, 13° 40′ 46,27″ O | 427,0                        | im Garten des Hauses Mobschatzer Straße 29                            |
| 4. Lichtloch                   | Dresden-Cotta | 1821                  | 51° 3′ 29,71″ N, 13° 40′ 42,19″ O | 587,0                        | Heute Garten der Gottfried-Keller-Straße 35                           |
| 5. Lichtloch                   | Leutewitz     | 1826                  | 51° 3′ 12,13″ N, 13° 40′ 26,07″ O | 1.214,0                      | Leutewitzer Windmühle                                                 |
| 6. Lichtloch                   | Gorbitz       | 1829                  | 51° 2′ 41,34″ N, 13° 39′ 57,87″ O | 2.313,0                      | im Garten des Hauses Omsewitzer Ring 6                                |
| 7. Lichtloch                   | Gorbitz       | 1826                  | 51° 2′ 13,37″ N, 13° 39′ 32,24″ O | 3.312,0                      | in der Nähe der A 17/Pesterwitzer Straße                              |
| 8. Lichtloch                   | Pesterwitz    | 1826                  | 51° 1′ 31,71″ N, 13° 38′ 54,1″ O  | 4.798,0                      | Hunt als Denkmal am Ortseingang                                       |
| 9. Lichtloch                   | Potschappel   | 1828                  | 51° 1′ 14,94″ N, 13° 38′ 38,75″ O | 5.398,0                      | bewaldete Halde                                                       |
| Neuer Zauckeroder Kunstschacht | Zauckerode    | 1822                  | 51° 1′ 1,62″ N, 13° 38′ 26,51″ O  | 5.878,0                      | Wilsdruffer Straße 106                                                |
| Oppelschacht                   | Zauckerode    | 1832                  | 51° 0′ 57,5″ N, 13° 38′ 22,8″ O   | 6.024,0                      | in der Nähe des Fördergerüstes des ehemaligen Schachtes 2 (Gittersee) |